# 253 Matilda
253 Matilda (mednarodno ime 253 Mathilde) je  velik in temen  asteroid tipa C v glavnem asteroidnem pasu.

## Odkritje
Asteroid je odkril Johann Palisa (1848–1925) 12. novembra 1885.. Johann Palisa je odkril 122 asteroidov. Ime Matilda je predlagal Lebeuf. Imenuje pa se po Matildi, ženi francoskega astronoma Mauricea Leowija, namestnika predstojnika Observatorija v Parizu .

## Lastnosti
Asteroid Matilda obkroži Sonce v 4,31 letih. Njegova tirnica ima izsrednost 0,266, nagnjena pa je za 6,738° proti ekliptiki. Okrog svoje osi pa se zavrti v 17,41 dneh. Pri vrtenju okoli svoje osi je torej zelo počasen asteroid.
Matilda je izredno temen asteroid. Izgleda kot, da ima enako sestavo kot meteoriti iz skupine ogljikovih hondritov CI1 in CM2, ki imajo na površini filosilikatne minerale .
Asteroid ima veliko kraterjev, med njimi so nekateri izredno veliki. Imenujejo se po področjih bogatih s premogom na Zemlji .
Največja kraterja sta Išikari (premer 29,3 km) in Karoo (premer 33,4 km). Oba sta velika kot je povprečen polmer samega asteroida . Pri udarcu telesa v asteroid je bil velik del asteroida zdrobljen, kar kažejo tudi navpične stene kraterjev . V kraterjih ne opazimo različno obarvanih področij, v notranjosti pa se prav tako ne vidijo različne plasti materiala. Zaradi tega se predvideva, da je notranjost homogena. Gostota, ki so jo določili iz poslanih podatkov, kaže, da je ta okoli 1,3 g/cm³. To je manj kot polovica gostote pri značilnih ogljikovih hondritih. Verjetno je asteroid gruča manjših kosov materiala, ki so združeni zaradi privlačnih sil ]].. Podobno velja tudi za nekatere asteroide tipa C, ki so jih proučevali s pomočjo teleskopov na površini Zemlje in z uporabo adaptivne optike. Takšni primeri so 45 Evgenija, 90 Antiopa, 87 Silvija in 121 Hermiona. Ocenjujejo, da je do 50% notranjosti asteroida Matilda praznina. Kljub temu pa kaže okoli 20 km dolga strma stena, da ima asteroid tudi svojo trdnost oziroma da ima v notranjosti večjo trdno komponento . Nizka gostota v notranjosti ne more prenešati udarcev trka in so zaradi tega na površini ostale nekatere značilne oblike tudi po trku . 
Tirnica asteroida Matilda ima veliko izsrednost. Na svoji poti pride tudi do zunanjega dela astroidnega pasu. Leži pa med tirnicama Marsa in Jupitra. Ima tudi zelo dolgo vrtilno dobo, ki je med asteriodnimi med daljšimi (večina asteroidov se zavrti okoli svoje osi v 2 do 24 urah) .
Zaradi tega je sonda NEAR Shoemaker lahko posnela samo 60% površine. Niso našli lune, ki bi bila večja od 10 km .

## Raziskovanje
Na osnovi raziskav s površine Zemlje so leta 1995 ugotovili, da spada asteroid Matilda med asteroide tipa C in da ima nenavadno dolgo vrtilno dobo .
Vesoljska sonda NEAR Shoemaker je na svoji poti proti asteroidu Erosu 27. junija 1997 letele tudi mimo asteroida Matilda na razdalji 1212 km s hitrostjo 9,93 km/s. Pri tem je posnela čez 500 slik površine Matilde .
Na osnovi podatkov, ki jih je sonda poslala na Zemljo, so lahko tudi precej natančno določili maso in velikost ,
čeprav je sonda lahko med potjo posnela samo eno poloblo asteroida .
To je bil tretji asteroid, ki je bil posnet z manjše oddaljenosti (pred njim 951 Gaspra in 243 Ida).